# Molekularakustik
Die Molekularakustik ist die Lehre vom Mechanismus der Übertragung von Schallenergie durch Moleküle in Flüssigkeiten und Gasen. Sie beschäftigt sich insbesondere mit dem Zusammenhang zwischen Ultraschall und Molekülstruktur, also der Frage, wie die Übertragung der Schallenergie von Molekül zu Molekül in einem Schallfeld erfolgt.

## Theoretische Grundlagen
Die wichtigsten Parameter zur Beschreibung eines solchen Schallfeldes sind Schallgeschwindigkeit und Schallabsorption. Dabei ist die Schallgeschwindigkeit eines Stoffes höher, je höher dessen Dichte ist. Daher lassen sich aus der Schallgeschwindigkeit Rückschlüsse auf die Dichte-Beschaffenheit des beschallten Stoffes ziehen. Weitreichende Experimente, die zu dieser Erkenntnis und schließlich den wesentlichen jeweiligen Referenzwerten führten, gehen zurück auf Werner Schaaffs, der mit einer umfangreichen Tabellensammlung sowie der entsprechenden theoretischen Abhandlung das bis heute gültige Standardwerk in diesem Bereich vorlegte.
Die ersten Forschungen im Bereich der Akustik und im Bereich der Molekularakustik sind historisch untrennbar voneinander zu betrachten. Erst die sich rasant entwickelnde relevante Technologie Anfang bis Mitte des 20. Jahrhunderts machte zunehmend eine Untersuchung auch der kleinsten chemischen Einheiten (Atome) und ihrer Verbindungen (Moleküle) möglich. Wie für viele Bereiche der naturwissenschaftlichen Forschung gilt dies auch für die Molekularakustik, die seither zunehmend gesonderte Betrachtung erfährt.

## Geschichte
Deutlich vom Forschungsfeld der bekannten Akustik unterscheiden ließ sich die Molekularakustik erstmals mit der Entwicklung des ersten Ultraschall-Interferometers zur Messung der Schallgeschwindigkeit in Gasen durch George W. Pierce im Jahr 1925. Die Weiterentwicklung dieses Apparates durch Hubbard und Loomis 1927 führte dann auch zur Messung der Schallgeschwindigkeit von Flüssigkeiten durch Biquard. Einer der ersten Akustik-Experten, der sich im deutschsprachigen Raum mit dieser Thematik befasste, war der Physiker Erwin Meyer, der es in den 1930er Jahren zu wissenschaftlicher Bekanntheit im Bereich der Akustik gebracht hatte. In dem 1936 auf dem 12. Deutschen Physiker- und Mathematikertag gemeinsam mit seinem Doktorvater Erich Waetzmann veröffentlichten Artikel „Die Bedeutung der Akustik im Rahmen der gesamten Physik und Technik“ betrachteten die Autoren u. a. die Rolle der Ultraschallspektroskopie für die Molekularakustik. Auch während des Zweiten Weltkriegs und danach befasste sich Erwin Meyer weiter mit der Ultraschallforschung.
Breite wissenschaftliche Anerkennung erlangten die von ihm verwendeten Verfahren zur Messung von Schallgeschwindigkeit und -dämpfung in Flüssigkeiten durch den Nobelpreis des mit ihm an der Universität Göttingen lehrenden Manfred Eigen im Jahr 1967. Dieser hatte die Geschwindigkeit chemischer Reaktionen in wässrigen Lösungen gemessen und herausfinden wollen, welche Zwischenprodukte dabei entstünden. Dafür, so seine Hypothese, sei es am einfachsten, zunächst ein Gleichgewicht herzustellen und es dann zu stören, um die Zeit bis zu dessen Wiederherstellung messen zu können. Dazu bediente er sich anfänglich des Ultraschalls, mit dem er winzige Druckänderungen in seinem künstlich hergestellten Gleichgewicht erzeugen und Reaktionsgeschwindigkeiten bis zu etwa einer Mikrosekunde messen konnte.
In der zweiten Hälfte des 20. Jahrhunderts ging die Forschungsarbeit im Bereich der Molekularakustik zugunsten der aufkommenden Laserspektrografie zurück. Gründe dafür waren die Anforderungen zur Auswertung der enormen Datenvolumina, die Computer bis ungefähr um die Jahrtausendwende nicht erfüllten sowie die Tatsache, dass elektromagnetische Spektren einfacher trennbar sind als akustische, was deren Analyse enorm vereinfacht.

## Heutige Anwendung und weiteres Potential
Bildgebende akustische Verfahren zu Diagnosezwecken sind heute vor allem in der Medizin bekannt, hier als Sonografie bezeichnet (wie z. B. im Rahmen der Schwangerschaftsvorsorge). Im Gegensatz dazu ist die nicht bildgebende Ultraschalldiagnostik nur in wenigen spezialisierten Bereichen im industriellen Einsatz, beispielsweise in der Werkstofflehre (siehe Ultraschallprüfung) und in der Sensorik zur Qualitätsmessung von Flüssigkeiten wie Maschinenöl.
Grundsätzlich sind eine Reihe von Bereichen denkbar, in denen diese Technologie neue Einsatzgebiete erschließen könnte.
Dazu zählt einerseits die Klassifizierung von Flüssigkeiten, Chemikalien und Geweben. In der Labordiagnostik ließen sich mit molekularakustischen Verfahren Substanzen wie Blut und Enzyme schnell und unkompliziert auf vorher bemusterte Indikationen testen. Auch investitionsintensive Güter wie Medikamente oder Luxusprodukte sowie sensible Stoffe wie Körpergewebe ließen sich beschädigungsfrei auf deren Echtheit bzw. Qualität hin überprüfen.
Darüber hinaus bietet die Medizin ein weites forscherisches Feld beim akuten und dauerhaften Monitoring von Hirngewebe auf verschiedene Diagnosen: dazu gehören die Erkennung von Läsionen im weißen Gewebe bei Patienten mit Vorhofflimmern, die als Verursacher von Demenz verdächtigt werden. Auch die Identifikation von Schlaganfall-Risikogruppen konnte mithilfe molekularakustischer Methoden nachgewiesen werden.